# Рамазян, Арам
Ара́м Рамазя́н (арм. Արամ Ռամազյան; род. 6 декабря 1978, Ереван) — армянский боксёр, представитель легчайшей весовой категории. Выступал за сборную Армении по боксу в середине 1990-х — начале 2000-х годов, бронзовый призёр чемпионата мира, обладатель бронзовой медали чемпионата Европы, победитель и призёр турниров международного значения, участник летних Олимпийских игр в Сиднее. В период 2003—2008 годов боксировал также на профессиональном уровне.

## Биография

### Любительская карьера
Дебютировал на международной арене в сезоне 1995 года, выступив на чемпионате Европы среди юниоров в Венгрии. Год спустя отправился на Кубу участвовать в юниорском мировом первенстве.
Первого серьёзного успеха на взрослом международном уровне добился в 1997 году, когда вошёл в основной состав армянской национальной сборной и побывал на чемпионате мира в Будапеште, откуда привёз награду бронзового достоинства, выигранную в зачёте легчайшей весовой категории — на стадии полуфиналов был остановлен россиянином Раимкулем Малахбековым.
В 1998 году дошёл до четвертьфинала на чемпионате Европы в Минске и получил бронзу на Кубке мира в Пекине.
В 1999 году стал серебряным призёром международного турнира «Трофео Италия» в Неаполе и Кубка Акрополиса в Афинах, взял бронзу на турнире «Золотой пояс» в Бухаресте, выступил на мировом первенстве в Хьюстоне.
В 2000 году выиграл серебряную медаль на Кубке химии в Галле и бронзовую медаль на европейском первенстве в Тампере, где в полуфинале был побеждён представителем Турции Агаси Агагюльоглу. Благодаря череде удачных выступлений удостоился права защищать честь страны на летних Олимпийских играх в Сиднее, однако уже в стартовом поединке категории до 54 кг со счётом 9:12 потерпел поражение от грузина Теймураза Хурцилавы и сразу же выбыл из борьбы за медали.
После сиднейской Олимпиады Рамазян ещё в течение некоторого времени оставался в составе боксёрской команды Армении и продолжал принимать участие в крупнейших международных соревнованиях. Так, в 2001 году он выступил на международном турнире Gee-Bee в Хельсинки, а в 2003 году завоевал бронзовую медаль на Мемориале Феликса Штамма в Варшаве.

### Профессиональная карьера
Покинув расположение армянской сборной, в период 2003—2008 годов Арам Рамазян с переменным успехом боксировал на профессиональном уровне во Франции. В декабре 2005 года встречался с непобеждённым венесуэльцем Эдвином Валеро (16-0), будущим многократным чемпионом мира, и уступил ему нокаутом в первом же раунде. В общей сложности провёл на профи-ринге 22 боя, из них 14 выиграл, 6 проиграл, тогда как в двух случаях была зафиксирована ничья.